# Condado de McPherson (Nebraska)
El condado de McPherson (en inglés: McPherson County), fundado en 1887 y su nombre en honor al general James B. McPherson, es un condado del estado estadounidense de Nebraska. En el año 2000 tenía una población de 533 habitantes con una densidad de población de 0,24 personas por km². La sede del condado es Tryon.

## Geografía
Según la oficina del censo el condado tiene una superficie total de 2227 km² (859,8 mi²), de los que 2225 km² (859,1 mi²) son tierra y 2 km² (0,8 mi²) (0,12%) son agua.

## Condados adyacentes
- Condado de Hooker - norte
- Condado de Thomas - noreste
- Condado de Logan - este
- Condado de Lincoln - sureste
- Condado de Keith - suroeste
- Condado de Arthur - oeste

## Demografía
Según el censo del 2000 la renta per cápita media de los habitantes del condado era de 25.750 dólares y el ingreso medio de una familia era de 31.250 dólares. En el año 2000 los hombres tenían unos ingresos anuales 25.192 dólares frente a los 13.055 dólares que percibían las mujeres. El ingreso por habitante era de 18.696 dólares y alrededor de un 16.20% de la población estaba bajo el umbral de pobreza nacional.

## Ciudades y pueblos
- Tryon
- Ringgold